# Home Nations Championship 1889
L'Home Nations Championship 1889 (in gallese Pencampwriaeth Rygbi'r Pedair Gwlad 1889) fu la 7ª edizione del torneo annuale di rugby tra le squadre nazionali di Galles, Inghilterra, Irlanda e Scozia.
Così come quella precedente, l'edizione 1889 fu incompleta per via del forfait dell'Inghilterra per via del mancato accordo sulle regole internazionali da seguire, non riconoscendo gli inglesi quelle del neoformato International Rugby Football Board
A fine anno le tre union costitutive dell'IRFB si riunirono a Manchester insieme a un rappresentante dell'Inghilterra per decidere tra l'altro, oltre all'ammissione di quest'ultima, quale dovesse essere il peso di ciascuno dei membri nel comitato direttivo; un primo accomodamento si ottenne con il rientro degli inglesi nell'IRFB e la disputa al completo del Championship 1890.
Dal punto di vista della classifica fu la Scozia a finire in testa, ma il torneo non conferì titoli.
Il valore delle marcature, come stabilito dalla RFU nel 1875, era 1 punto per ogni drop o per ogni calcio piazzato tra i pali a seguito di una meta, che di per sé non dava punti; solo in caso di parità di punti realizzati la discriminante sarebbe stata quella del numero di mete marcate. Nel tabellino degli incontri, laddove sia presente, il numero tra parentesi rappresenta, in caso di parità, il numero di mete segnate da ciascuna squadra.

## Nazionali partecipanti e sedi
| Squadra | Città     | Impianto interno |
| ------- | --------- | ---------------- |
| Galles  | Swansea   | Rodney Parade    |
| Irlanda | Belfast   | Ormeau Road      |
| Scozia  | Edimburgo | Raeburn Place    |

## Risultati
| Arbitro: | E. McAllister |

|         |    |  |
| Ker Orr | mt |  |

| Arbitro: | William D. Phillips |

|  |      |           |
|  | drop | Stevenson |

| Arbitro: | B. Wauchope |

|  |    |                  |
|  | mt | Cotton McDonnell |

## Classifica
| Pos | Squadra | G | V | N | P | PF | PS | DP | Pt |
| --- | ------- | - | - | - | - | -- | -- | -- | -- |
| 1   | Scozia  | 2 | 2 | 0 | 0 | 1  | 0  | +1 | 4  |
| 2   | Irlanda | 2 | 1 | 0 | 1 | 0  | 1  | −1 | 2  |
| 3   | Galles  | 2 | 0 | 0 | 2 | 0  | 0  | 0  | 0  |